# St. John's Castlerigg and Wythburn
St. John's Castlerigg and Wythburn är en civil parish i Storbritannien.   Den ligger i grevskapet Cumbria och riksdelen England, i den centrala delen av landet, 400 km nordväst om huvudstaden London. St. John's Castlerigg and Wythburn ligger vid sjön Thirlmere.